# Peine de mort en Turquie
La peine de mort en Turquie a été abolie le 7 mai 2004, et dès le 3 août 2002 pour les crimes de droit commun. Le pays ne comptait plus alors aucune exécution capitale depuis 1984.
En 2016, Recep Tayyip Erdoğan indique sa volonté de remettre en place la peine capitale.

## Histoire

### Application de la peine de mort jusqu'en 1984
La Turquie ratifie le protocole n°6 de la Convention européenne des droits de l'homme du 28 avril 1983 concernant l’abolition de la peine de mort. Le dernier condamné est exécuté en 1984, à la suite de quoi, bien que l'exécution capitale soit toujours en vigueur, aucune exécution ne soit plus menée.

### Abolition en 2002 puis 2004
Le 3 août 2002, alors que Bülent Ecevit est Premier ministre, la peine de mort est abolie pour les crimes de droit commun. Cette mesure est explicitement adoptée par la Grande Assemblée nationale de Turquie de manière que leur pays adhère à la Convention européenne des droits de l'homme, préalable indispensable à une éventuelle entrée dans l'Union européenne.
La Cour constitutionnelle confirme, dans son arrêt du 27 décembre 2002, la validité de la loi abolissant la peine de mort ; les peines prononcées mais non exécutées sont automatiquement commuées en sentences de prison à vie.

### Souhait de remise en place dans les années 2010
Au cours des années 2010, mais plus particulièrement à partir de 2016, à la suite de la tentative de coup d'État, le président Recep Tayyip Erdoğan déclare qu'il souhaite rétablir la peine de mort, par voie de référendum ; toutefois, l'Union européenne avertit à cette occasion la Turquie que la réintroduction de la peine de mort rend de facto inenvisageable l'adhésion de la Turquie à l'Europe.
Le président turc affirme ainsi vouloir  calquer sa législation criminelle sur celles des États-Unis, de la Russie (en) ou de la Chine. Dans le discours d'Erdoğan, ce rétablissement viserait prioritairement les coupables de meurtres de masse ; mais selon l'immense majorité des observateurs, la principale cible de cette mesure seraient les activistes kurdes du Parti des travailleurs du Kurdistan, et en particulier Abdullah Öcalan, enfermé dans les geôles turques depuis 1999.
Toutefois, le rétablissement de la peine de mort nécessite de modifier la Constitution, ce qui nécessite une majorité que ne possède pas le Parti de la justice et du développement (AKP) : le Parti républicain du peuple et le Parti démocratique des peuples y sont opposés, et le seul soutien dont dispose l'AKP est celui, insuffisant, du Parti d'action nationaliste